# Кот, Алексей Николаевич
Алексе́й Никола́евич Кот (13 декабря 1914, с. Большой Токмак — 16 июля 1997, Житомир) — советский военный лётчик, участник Великой Отечественной войны, штурман звена 10-го гвардейского авиационного полка дальнего действия, 3-й гвардейской авиационной дивизии дальнего действия, 3-го гвардейского авиационного корпуса дальнего действия, гвардии полковник.
Герой Советского Союза (19.08.1944).

## Биография
Родился в 1914 году в крестьянской семье. По национальности украинец.
В 1923 году группа токмачан (в их числе и семья Алексея Кота) переселилась на свободные земли (в 20 километрах от Великого Токмаке) и создала там село Юхимовка.
В 1931—1933 годах учился в школе ФЗУ завода «Красный Прогресс», на котором проходил практику и работал кузнецом.
В 1935 году по путёвке райкома комсомола стал курсантом Харьковского военного училища (ныне Харьковское высшее военное командно-инженерное училище), которое успешно закончил в 1938 году.
В 1938 году командовал взводом, затем ротой в стрелковом полку РККА в городе Благовещенске.
В 1939 году окончил Чкаловское военно-авиационное училище штурманов, стал штурманом. В училище стал кандидатом в члены ВКП(б)/КПСС. С мая 1941 года — член ВКП(б).
Участник Великой Отечественной войны с марта 1942 года.
В годы Великой Отечественной войны участвовал в боях в составе бомбардировочного полка АДД, который прошёл боевой путь от Житомира до Сталинграда, а затем и до Берлина. Полк стал гвардейским Краснознамённым Сталинградско-Катовицким и воспитал в своих рядах 29 Героев Советского Союза.
За годы войны А. Н. Кот выполнил 293 боевых вылета на дальнем бомбардировщике Ил-4 на бомбардировку важных объектов в глубоком тылу противника.

Указом Президиума Верховного Совета СССР от 19 августа 1944 года
за образцовое выполнение боевых заданий Командования на фронте борьбы с немецкими захватчиками и проявленные при этом отвагу и геройство

 гвардии капитану Коту Алексею Николаевичу присвоено звание Героя Советского Союза с вручением ордена Ленина и медали «Золотая Звезда».
Закончил войну в должности штурмана полка (майор). В этом же полку прослужил более 10 лет — до июня 1952 года. Окончил службу в авиации полковником, старшим штурманом авиадивизии в 1956 году.
Несколько лет работал в книжной торговле, а затем увлёкся журналистикой и литературной деятельностью. В различных газетах и журналах опубликовано более 500 статей и очерков Алексея Николаевича Кота.
Автор книг:
- Из рейдов возвращались на рассвете (1978),
- На дальних маршрутах (1983),
- Отечества крылатые сыны (1989).

Проживал в городе Житомире, где и умер в 1997 году. Похоронен на Корбутовском кладбище.

## Награды
- Медаль «Золотая Звезда»
- орден Ленина (трижды)
- орден Красного Знамени (трижды)
- орден Отечественной войны 1-й степени (дважды)
- орден Красной Звезды
- медали СССР